# Походный приказ
Походный приказ (нем. Marschbefehl) — документ, используемый в армиях германоязычных стран (Германия, Австрия, Швейцария). Представляет собой официальный военный приказ, который дает указание одному или нескольким солдатам или подразделению перейти на определённую позицию или место. При передвижении военного вдали от линии фронта или в мирное время примерно идентичен командировочному удостоверению.
Во многих странах походный приказ рассылается вместе с призывом на военную службу (как так называемый приказ о призыве).
В Швейцарии термин «походный приказ» означает только личную повестку о призыве на военную службу.

## Дежурные приказы

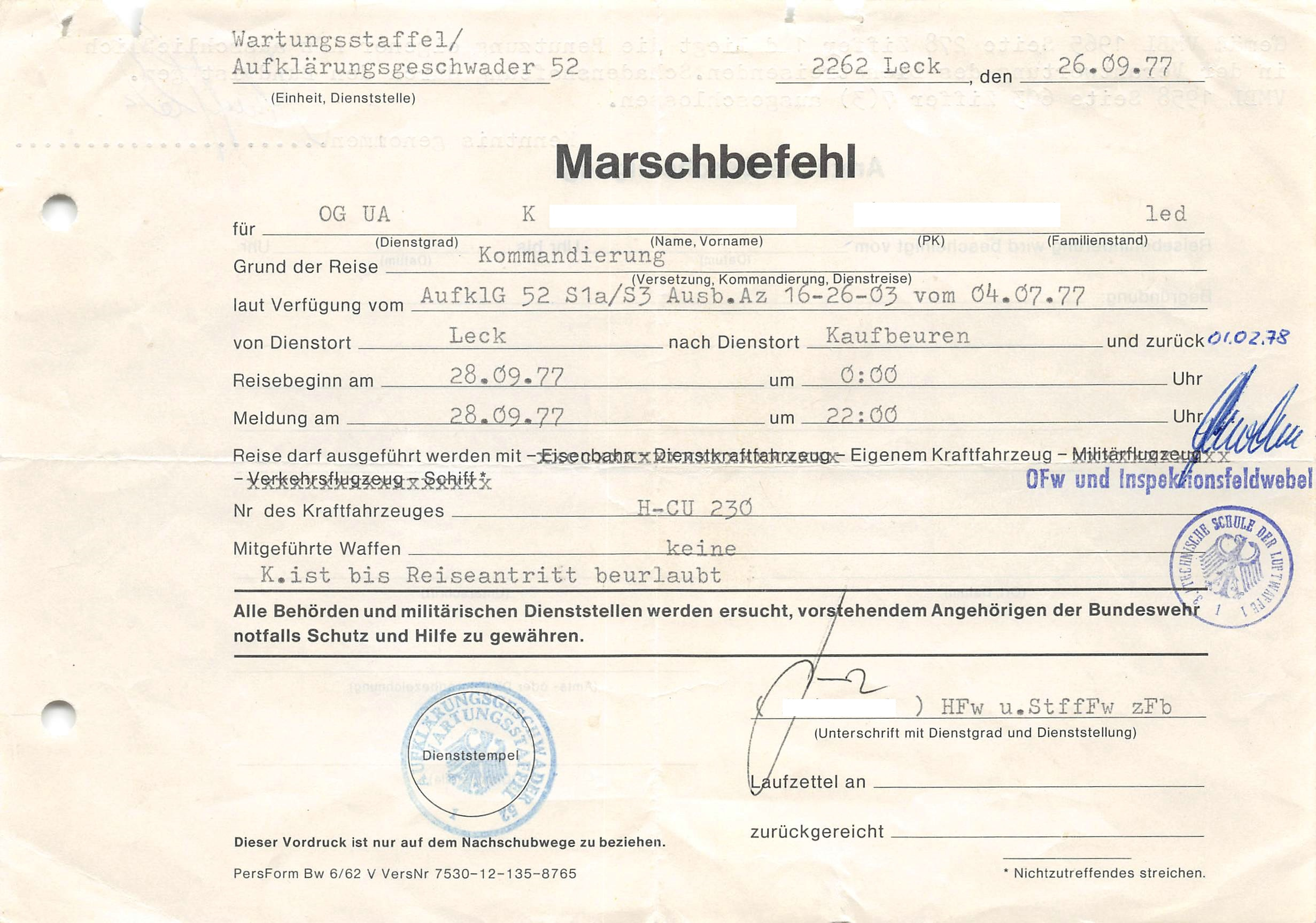
Походный приказ бундесвера — распоряжение о командировке с авиабазы Лек в Техническую школу ВВС 1

Походный приказ издаётся вышестоящими лицами и частями. В зависимости от армии он содержит разную информацию, но как минимум следующее:
- Исходное положение,
- Целевая позиция / пункт назначения,
- Время выдачи приказа,
- Название подразделения / лица, которому предназначен приказ,
- Имя командира, отдавшего приказ (при необходимости с подписью).

Если солдат обнаружен в военное время без действующего походного приказа и без оружия на передовой, это можно интерпретировать как дезертирство. Ближе к концу Второй мировой войны, около 30 000 солдат вермахта были приговорены к смертной казни военно-полевыми судами по этой причине.
В приказе на перемещение автотранспорта должны быть указаны:
1. Место расположения: Место опасности / повреждения и собственное положение
2. Назначение: Распределение и подчинение персонала, а также полученный заказ
3. Исполнение: Место сбора или выполнения задания (возможно, подробные сведения о марше подразделений к месту), цель марша, маршрут, расстояние марша, форма марша, последовательность марша, руководитель марша, руководители отдельных групп, расстояние до места завершения марша, расстояние для транспортного средства, время истечения срока действия и, если применимо, заранее определённые технические остановки.

## Походный приказ как повестка о призыве
В ряде стран походный приказ также направляется вместе с повесткой о призыве (как так называемый приказ о призыве) для прохождения военной службы.
В Германии походный приказ отправляется заказным почтовым отправлением из ответственного окружного военного управления, в Австрии — военным командованием по обычной почте . В Германии и Австрии юридическая практика такова, что призывная повестка вступает в силу только в том случае, если она была должным образом вручена.

### Особенности в Швейцарии
В Швейцарии военная служба является обязательной, и граждане периодически призываются для прохождения военных сборов, поэтому комбинированный походный приказ-повестка имеет свои особенности.
В швейцарской армии существует персональный походный приказ, то есть официальный приказ военнослужащим (AdA) явиться для службы в армии. Он отправляется призывнику по почте за шесть недель до начала службы. Приказ о походе издает командир части, штаба или школы. Кроме того, департаменты Федерального министерства обороны, гражданской защиты и спорта (DDPS) уполномочены отдавать приказы спецслужбам.
В дополнение к отправке походных приказов, с недавнего времени в каждом муниципалитете вывешиваются плакаты с указанием дат призыва. Каждый военнослужащий (призывник) обязан заранее узнать, когда ему приходит срок служить в армии. Для этого он должен знать свое распределение войск, которое записано в служебном журнале. Таким образом, отказ от получения походного приказа не может использоваться военнослужащим как оправдание неявки к месту службы.
Благодаря развитой сети общественного транспорта в Швейцарии обычно можно добраться до любого места на общественном транспорте. Походные приказы действительны на весь период службы, а общий абонемент (GA) действует как билет на всю сеть железнодорожных и почтовых автобусов в Швейцарии. С 2000 года также покрываются поездки на выезд в личный отпуск. Однако военнослужащие должны быть в форме или иметь разрешение на передвижение в гражданской одежде. Для военнослужащих от новобранцев до унтер-офицеров включительно действует похожный приказ (абонемент) во 2-м классе, для старших унтер-офицеров и для всех офицеров — в 1 классе. Транспортные компании, представленные в сети GA, получают ежегодную фиксированную компенсацию от министерства обороны за транспортировку военнослужащих с походными приказами.